# Nick Petersen
Nick Petersen (født 25. april 1987, Lejre) er en dansk atlet som blev dansk mester i kuglestød 2008 og 2009.
Nick Petersen kom til Københavns IF fra Gundsølille ved Roskilde som 17-årig. Han satte 2006 dansk junior rekord i diskoskast med 53.10. Største merit er sejerne i DM i kuglestød 2008 og 2009. Nick Petersen flyttede 2008 til Århus, hvor han trænede to gange dagligt og samtidigt passer et arbejde som bore/skære-mand. Han deltog i sine første internationale seniormesterskaber ved inde-EM 2009 i Torino, med resultatet 17.97m, som rakte til en plads som nummer 22 ud af 23. Han vandt en sølvmedalje med et stød på 18.94 meter ved EM-U23 i Kaunas i Litauen 2009. I efteråret 2010 skiftede han til Sparta Atletik og deltog samme vinter i EM indendørs 2011, hvor han med 19,00 nåede en 16.plads.
Nick Petersen trænes ligesom Kim Juhl Christensen af islændingen Vésteinn Hafsteinsson

## Internationale mesterskab
- JVM 2006 nummer 14q 16.89 (6 kg)
- EM U23 2007 nummer 18q 16.47
- Nordic-Baltic U23 mesterskab 2008 nummer 1 18,13
- Inde-EM 2009 nummer 22 17,97
- EM U23 2009  Sølv 18.94

## Danske mesterskaber
- Sølv 2010 Kuglestød-inde 18,79
- Sølv 2010 Kuglestød-inde 18,03
- Guld 2009 Kuglestød
- Sølv 2009 Kuglestød-inde 18,26
- Guld 2008 Kuglestød
- Bronze 2007 Kuglestød -inde 16,89

## Personlig rekord
- Kuglestød: 18.94 Kaunas, Litauen 16 juli 2009
- Kuglestød-inde: 19.33 Snekkerstenhallen 26. februar 2011
- Diskoskast: 53.10 Helsingborg 4 september 2006 (Dansk J-19 rekord)